# Licania platypus
Licania platypus là một loài thực vật có hoa trong họ Cám. Loài này được (Hemsl.) Fritsch mô tả khoa học đầu tiên năm 1889.